# Rabi (eiland)
Rabi is een eiland van de Vanua Levugroep in Fiji. Het heeft een oppervlakte van 66,3 km² en het hoogste punt meet 463 meter. Het eiland heeft ongeveer 5.000 inwoners en de admistratieve hoofdplaats is Tabwewa.